# USS Bainbridge (DDG-96)
Pour les autres navires du même nom, voir USS Bainbridge.
L’USS Bainbridge  (DDG-96) est un destroyer américain de la classe Arleigh Burke. Il est nommé d'après l'officier de marine William Bainbridge (1774-1833).
Avec l'USS Halyburton (FFG-40) et l'USS Boxer (LHD-4), il a contribué à mettre fin à la prise d'otages du MV Maersk Alabama en 2009 au large de la Somalie.